# Oxford (Ohio)
Oxford is een plaats (city) in de Amerikaanse staat Ohio en valt bestuurlijk gezien onder Butler County.
Een groot deel van de plaats Oxford wordt bepaald door de Miami University of Ohio met circa 20.000 studenten.

## Demografie
Bij de volkstelling in 2000 werd het aantal inwoners vastgesteld op 21.943.
In 2006 is het aantal inwoners door het United States Census Bureau geschat op 22.394, een stijging van 451 (2,1%).

## Geografie
Volgens het United States Census Bureau beslaat de plaats een oppervlakte van
15,2 km², geheel bestaande uit land. Oxford ligt op ongeveer 283 m boven zeeniveau.

## Plaatsen in de nabije omgeving
De onderstaande figuur toont nabijgelegen plaatsen in een straal van 16 km rond Oxford.

## Geboren in Oxford (Ohio)
- Caroline Harrison (1832-1892), first lady
- Earle Foxe (1891-1973), acteur
- Whitney Myers (8 september 1984), zwemster